# Branchiero siciliano

Il Branchiero Siciliano è stata una razza canina siciliana della famiglia dei bovari. Svolgeva prevalentemente la funzione di controllo delle mandrie, invece di stare dietro gli animali che conduce, si portava alla destra della mandria e così la guida.

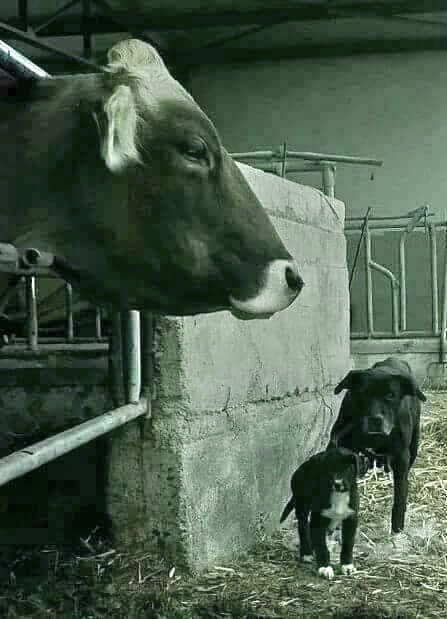

Origine: Un tempo in quasi tutta la Sicilia orientale e settentrionale fino a Palermo, soprattutto nelle masserie dove erano e sono presenti bovini.
Attitudine: Cane da guardia alle masserie, conduttore di mandrie di bovini ed ovini.
Caratteristiche: Agile e muscoloso, molto attivo, colore nero con macchie bianche o tigrato scuro, orecchie pendenti o a rosa. Spesso nasce naturalmente anuro o brachiuro.
Dimensioni: ìAltezza 65cm al garrese per i maschi, 58/63cm per le femmine; Peso 39/45Kg per i maschi, 34/42Kg per le femmine.
Situazione della razza: dicono sia estinta, ma nella parte sud orientale della Sicilia se ne vedono ancora molti, esattamente con le caratteristiche elencate.